# Musée de la poterie méditerranéenne
Le musée de la poterie méditerranéenne est un musée situé à Saint-Quentin-la-Poterie, dans le département du Gard et la région Languedoc-Roussillon, dont les collections sont consacrées à la céramique traditionnelle méditerranéenne, du XVIIIe siècle à nos jours.

## Histoire de la poterie à Saint-Quentin

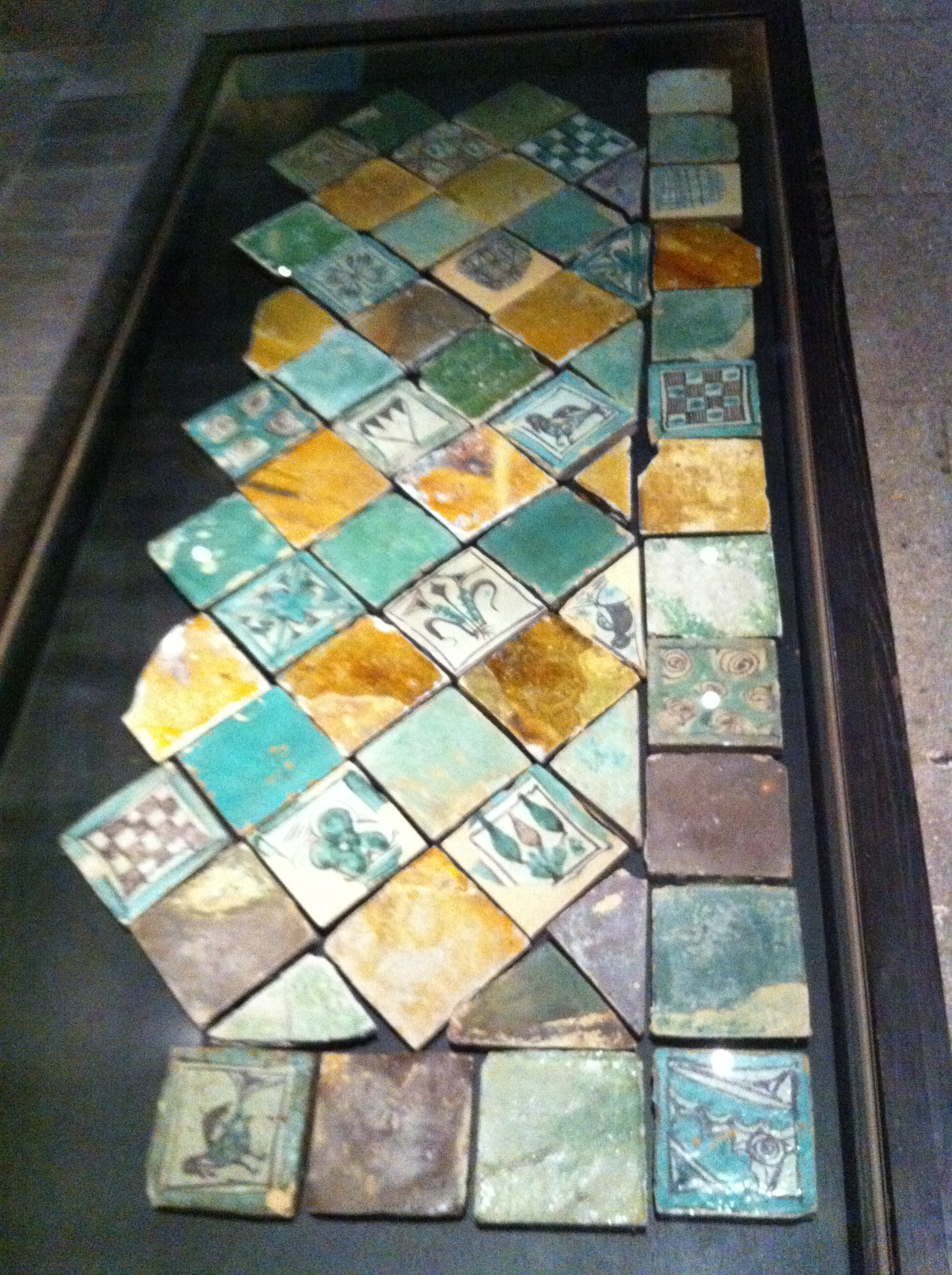
Châteauneuf et Avignon : carreaux du temps des papes

En 1960, au cours d'une campagne de fouilles dans le cellier pontifical de Châteauneuf-du-Pape, l'historien Sylvain Gagnière exhumait près d'un millier de carreaux en terre cuite réfractaire vernissée du sol primitif. Beaucoup étaient monochromes, verts ou jaunes, parfois brun foncé.  En 1963, le même dégageait, au palais des papes d’Avignon, un sol du XIVe siècle encore in situ, dans le studium de Benoît XII, édifié entre 1334 et 1342, et ses fouilles permirent de récupérer une importante collection de carreaux en faïence éparpillés. Leur parenté avec ceux de Châteauneuf était patente. 

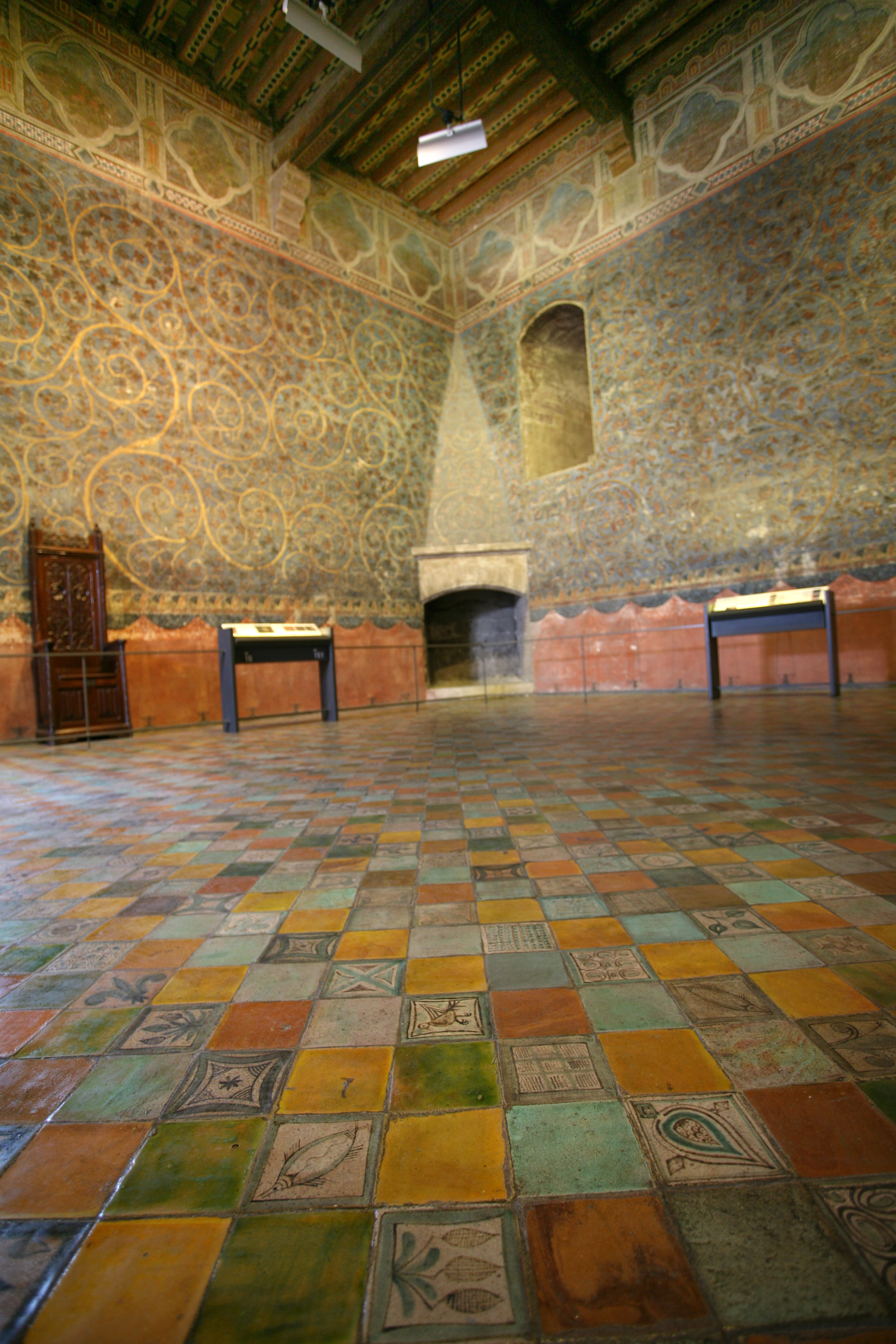
Studium pontifical

Ces carrelages provenaient des ateliers de l'Uzège. Ceux-ci sont mentionnés dans les registres Introitus et exitus entre 1317 et 1319 pour 50 000 unités, puis en 1336 pour 34 300. Les premières et plus importantes commandes arrivèrent de Saint-Quentin-la-Poterie.
Le décor mêle des motifs végétaux, géométriques et animaliers. Les fonds sont le plus souvent vert et brun (vert et manganèse : vert de cuivre et brun de manganèse). Cette base est complétée parfois par du jaune d'antimoine ou de fer. Dominique Carru[Qui ?] a noté : « Sur certains de ces carreaux, un motif en croix occupe tout l'espace et n'est pas limité par une bordure. Ce décor géométrique ouvert laisse penser que ces carreaux étaient accolés en tapis. Ils ont été utilisés à Châteauneuf-du-Pape, en motif fermé et sans fleurons d'entrecroisement, en association avec des séries monochromes ».

## Un ancien moulin à huile
En 1985, la commune de Saint Quentin-la-Poterie fait l'acquisition de la maison dite Huilerie Auvergne (moulin à huile artisanal) et, dans cet ancien moulin à huile à manège (moulin à sang) mu par la traction animale, datant du XVIe, y crée le Musée de la poterie méditerranéenne.
Lors des travaux d'aménagement du musée, le mécanisme du moulin à manège a été conservé et mis en valeur.

## Collections et visite
Le musée conserve une collection de poteries traditionnelles de terres vernissées de Saint-Quentin-la-Poterie, une collection de pipes et de terraillettes de la manufacture Job Clerc[Quoi ?], une collection de 700 poteries vernissées, brutes et utilitaires : transport de l'eau, cuisson des aliments, stockage des céréales... Il expose en outre près d'une centaine de céramistes.
Chaque année, le Musée présente une ou plusieurs expositions temporaires illustrant l’originalité et les caractéristiques stylistiques des productions céramiques d’un même atelier ou d’une même région. Le thème de ces expositions temporaires varie : « Nabeul en vert et jaune », « Poteries d’Oc Poteries d’eau », « Terres vernissées de Saint-Quentin-la-Poterie », « Esprit Vallauris : les années 50 », « Les Trente Glorieuses 1950-1980 », etc.. Du 30 mars au 28 octobre 2012, une exposition des œuvres de céramistes des années 1950 a eu lieu au musée de la poterie méditerranéenne qui présentait notamment des pièces de Alice Colonieu. 